# امامزاده بی‌بی زبیده خاتون
زبیده خاتون 
‍‍ ‍  
```
مربوط به 
دوره صفوی
 - 
دوره قاجار
 است و در ۷ کیلومتری جنوب شرقی نراق واقع شده و این اثر در تاریخ 
۱۰ دی ۱۳۸۱
 با شمارهٔ ثبت ۶۹۷۲ به‌عنوان یکی از 
آثار ملی ایران
 به ثبت رسیده است.
[
۱
]
```